# Рочела Йоника
Рочѐла Йо̀ника (на италиански: Roccella Ionica, може да се намира и формата Roccella Jonica, на местен диалект Rucceja, Ручея) е морско курортно градче и община в Южна Италия, провинция Реджо Калабрия
Населението на общината е около 6360 души (към 2012 г.).